# Fennek
La Fennek, che prende il nome dal fennec (una specie di piccola volpe del deserto) o LGS Fennek, con la LGS in corto per Leichter Gepanzerter Spähwagen in tedesco (Light Armored Reconnaissance Vehicle), è un veicolo da ricognizione armato a quattro ruote prodotto dalla compagnia tedesca Krauss-Maffei Wegmann e Dutch Defence Vehicle Systems. La società turca FNSS Defense Systems ha acquisito il diritto per la produzione di licenze nel 2004. È stata sviluppata sia per l'esercito tedesco che per l'esercito reale olandese per sostituire i loro veicoli attuali.

## Versioni
- AD (Allgemeiner Dienst)
- Fü-/ErkdFzg Pi (Führungs- und Erkundungsfahrzeug Pioniertruppe)
- JFST (Joint Fire Support Team)
- LVB (Licht Verkennings- en Bewakingsvoertuig)
- MRAT (Medium Range Anti Tank)
- SWP (FIM-92 Stinger Weapon Platform)
- TACP (Tactical Air Control Party)
- VWRN (voorwaartse waarnemer - ricognizione artiglieria)

La Koninklijke Landmacht ha pianificato l'uso di 410 Fennek. Queste le varianti:
- 202 LVB
- 78 MRAT
- 18 SWP
- 6 TACP
- 16 VWRN

L'Heer (Bundeswehr) usa il Fennek per ricognizione e esplorazione. Queste le varianti:
- 178 LVB
- 24 Fü-/ErkdFzg Pi
- 20 JFST

## Operatori

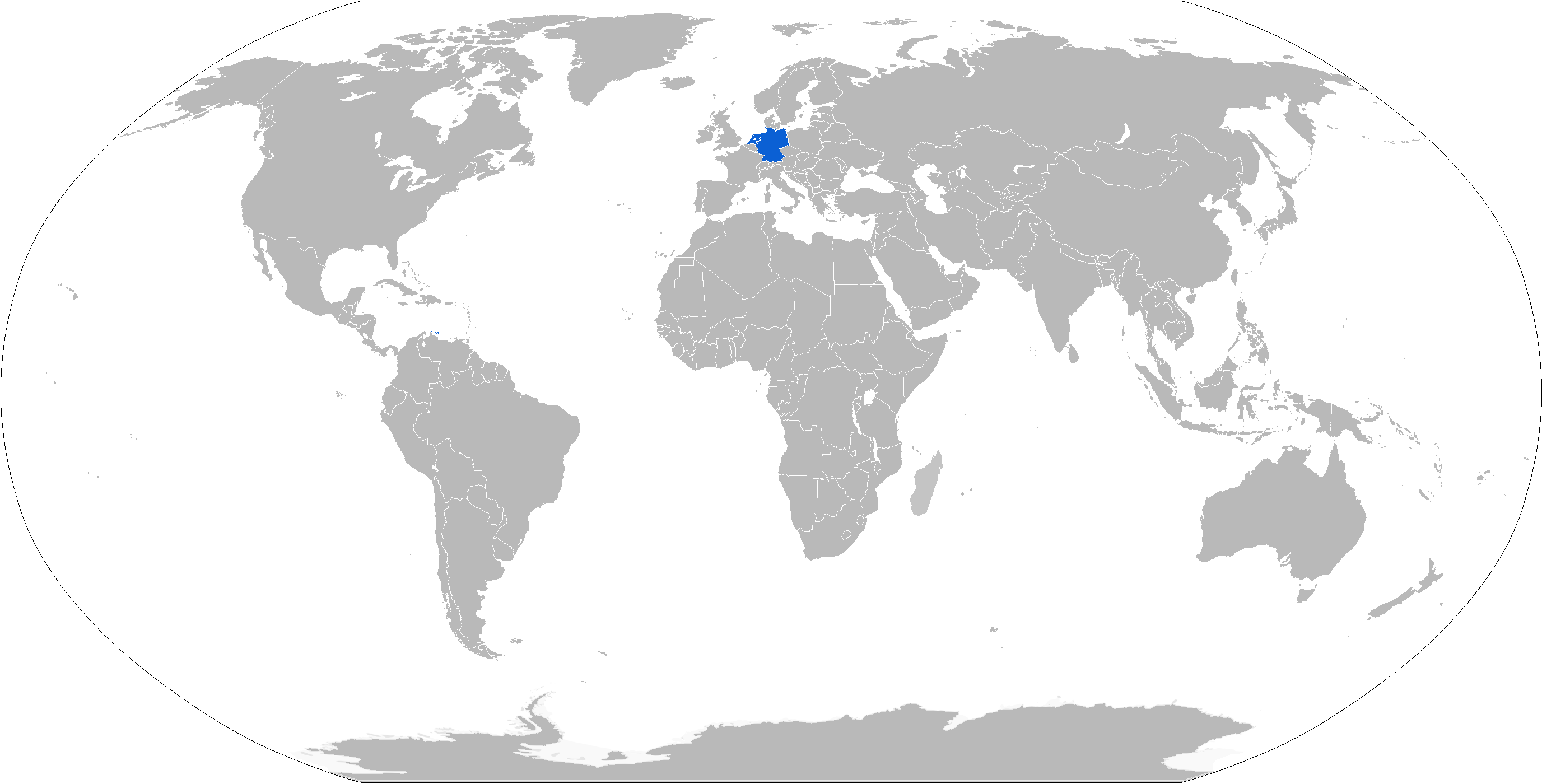
Mappa degli operatori in blu

- Heer (Bundeswehr) - 222, da incrementare a 248[1]
- Koninklijke Landmacht - 365[2]
- Qatari Emiri Land Force - 32[3]

## Galleria d'immagini

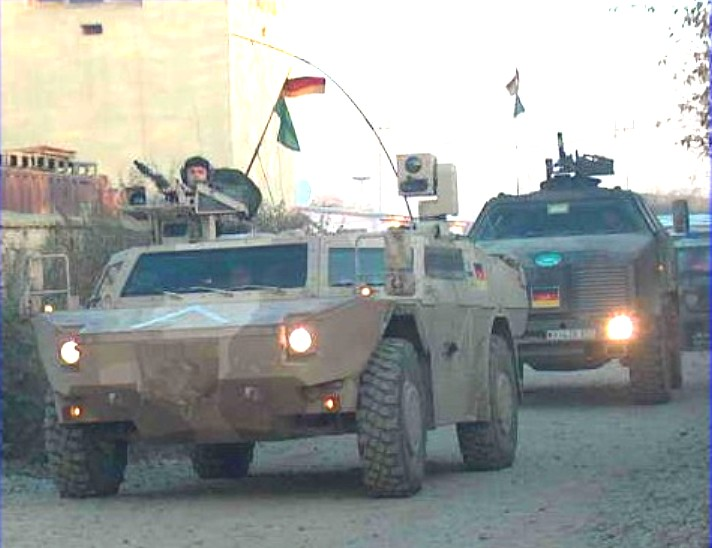
Un Fennek e un Dingo ATF dell'esercito tedesco in Afghanistan
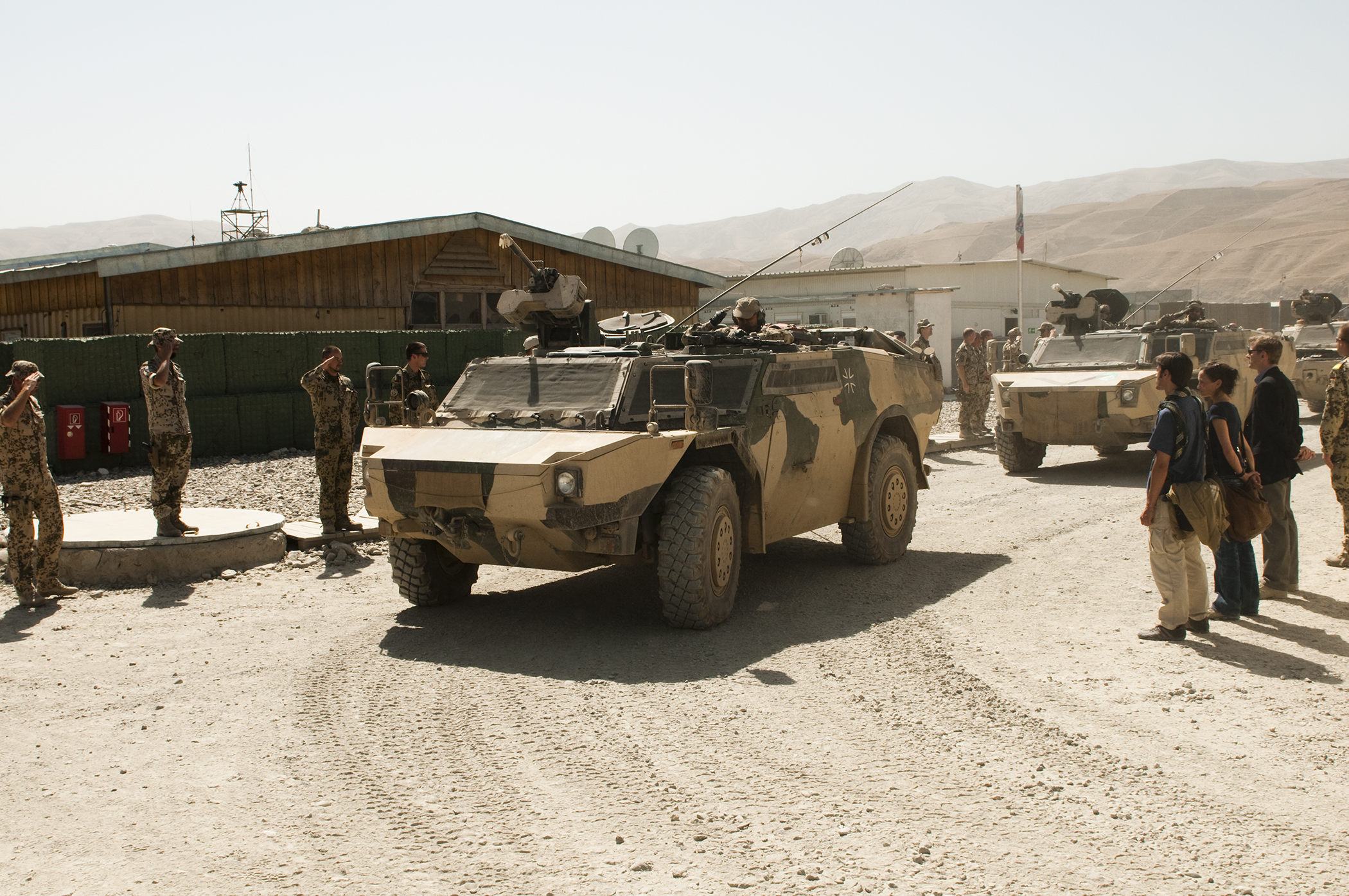
Fenneks tedeschi in Afghanistan (2009)
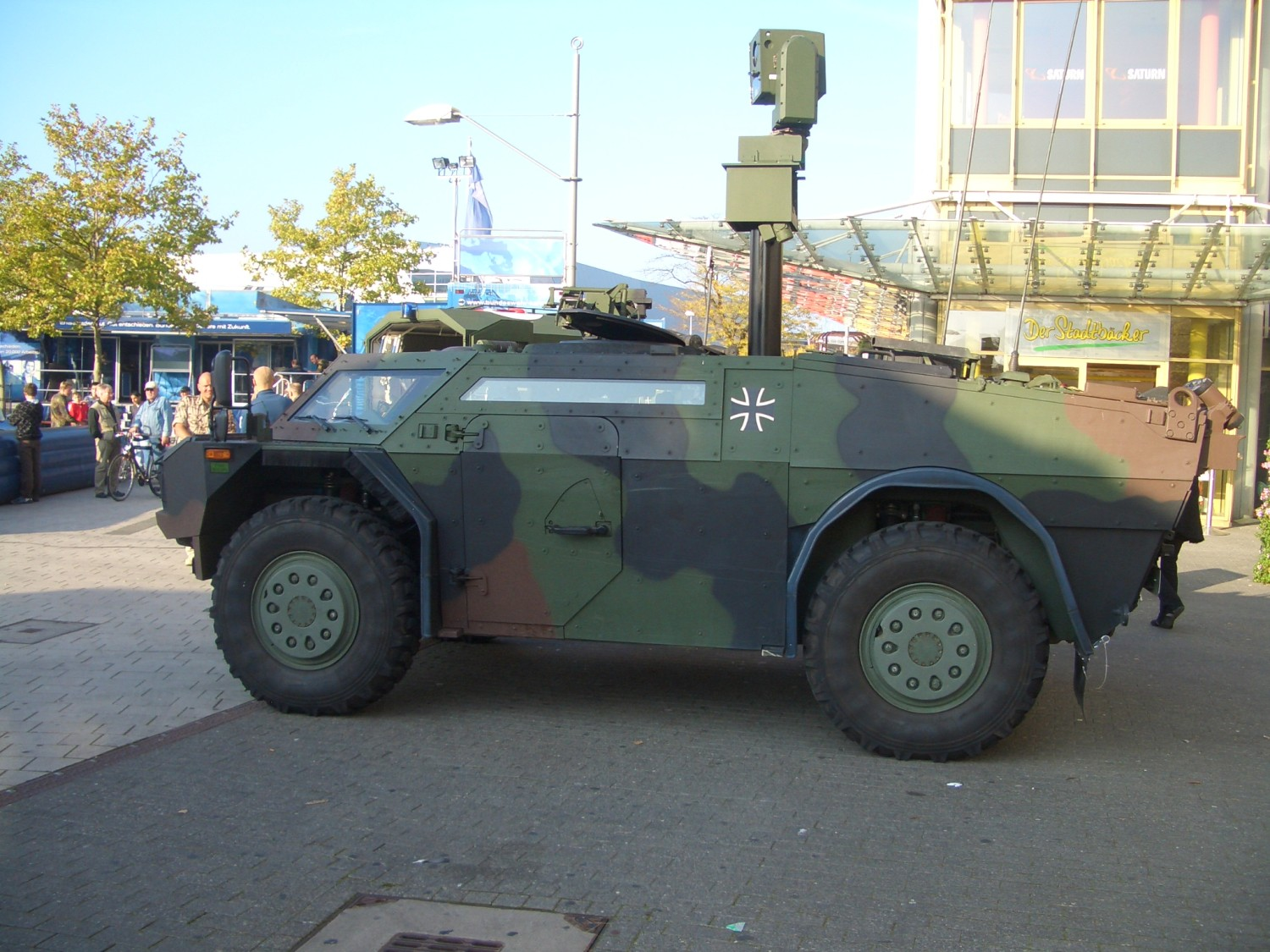
Vista laterale di un Fennek tedesco
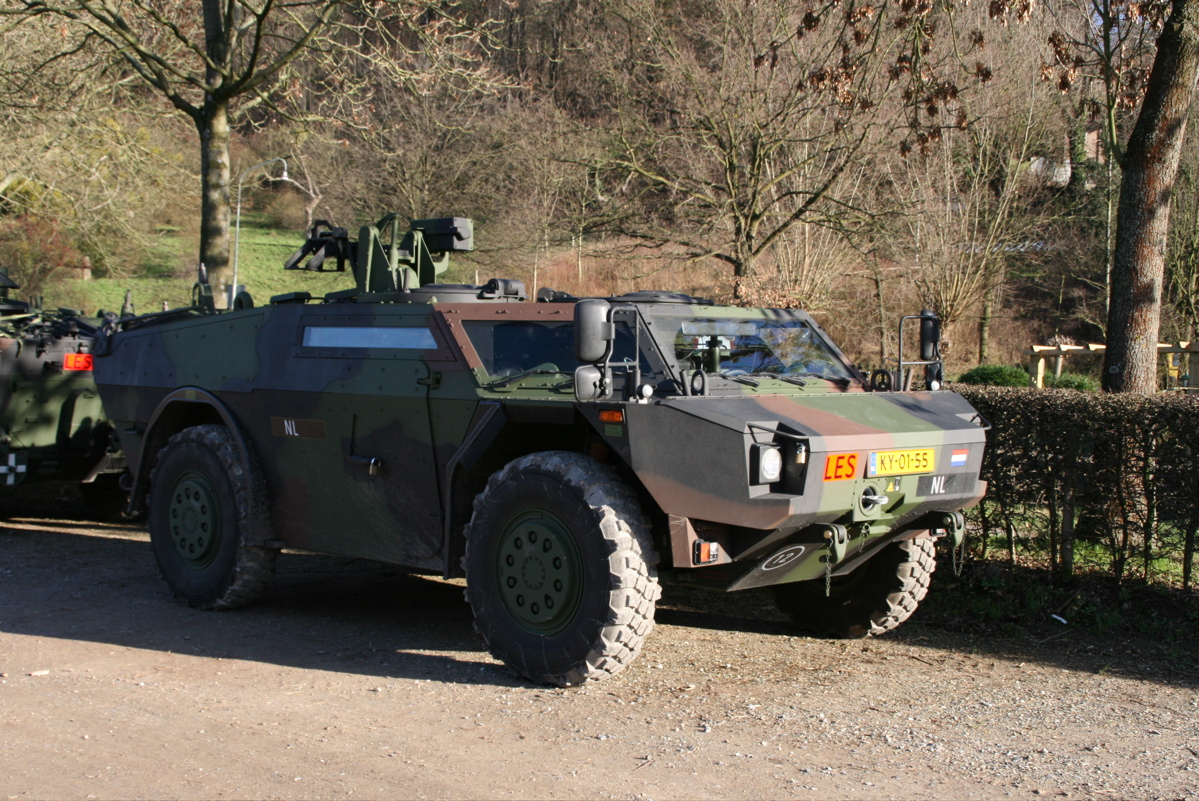
Royal Netherlands Army Fennek
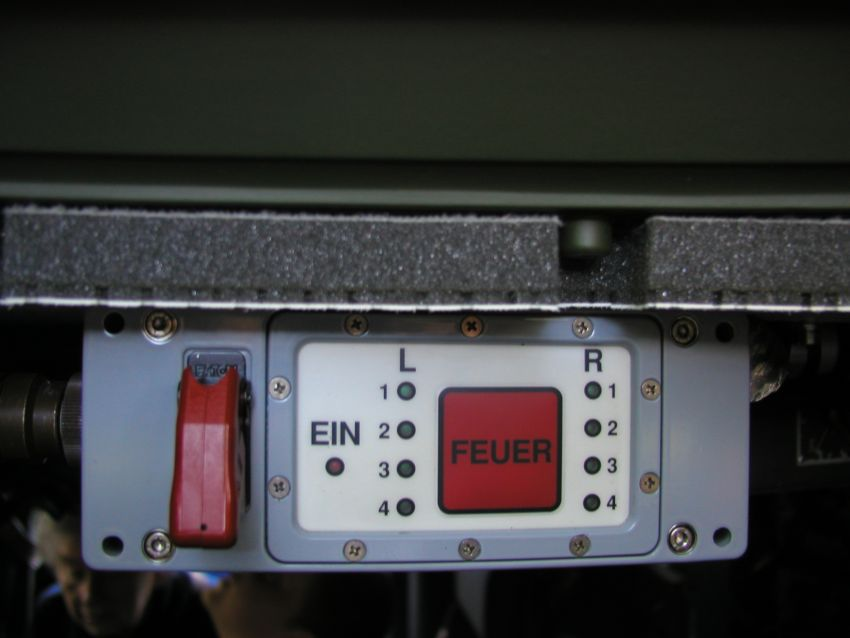
Accensione dei lanciafiamme fumogeni di un Fennek
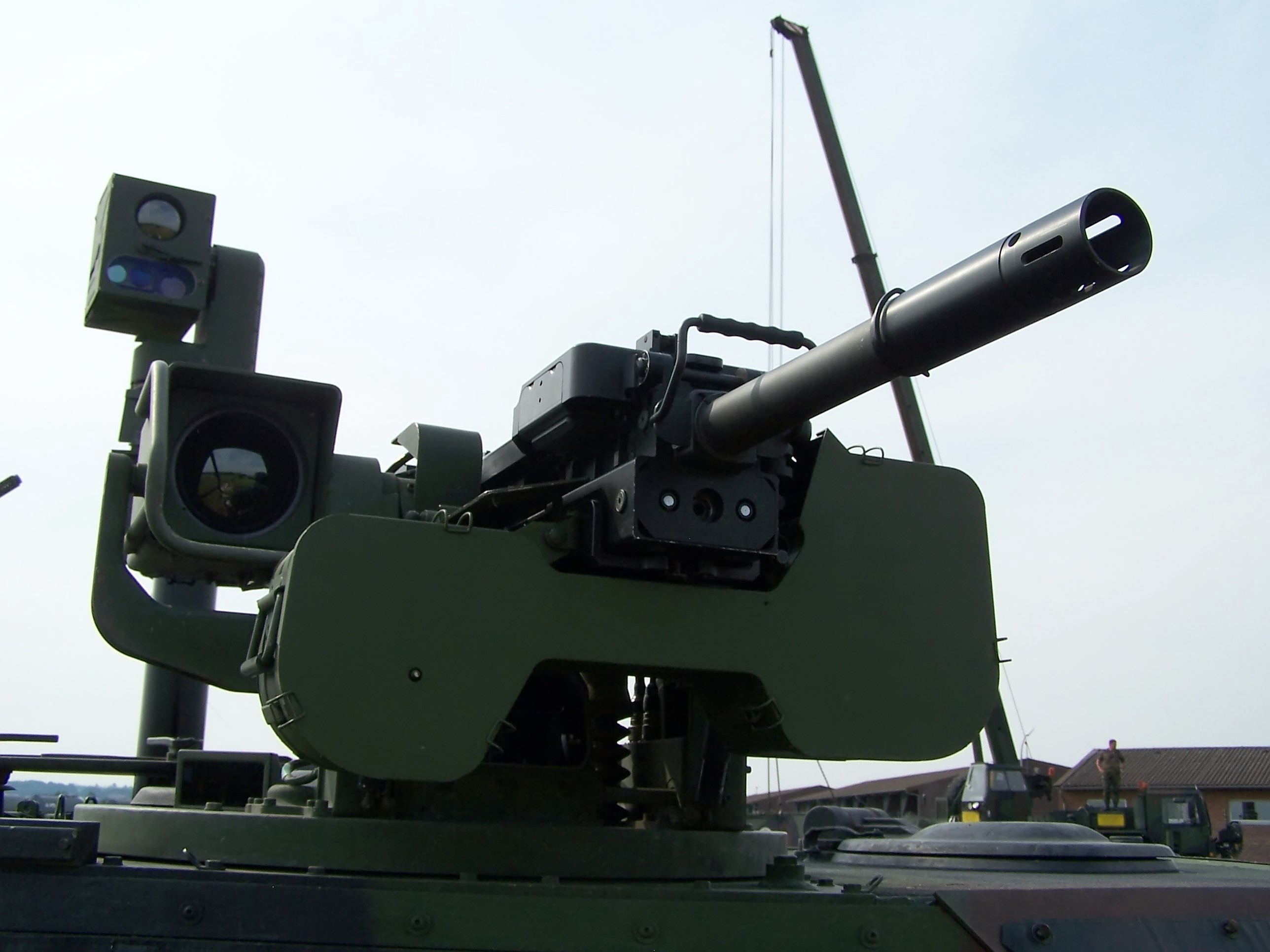
Heckler & Koch GMG a bordo di un Fennek dell'esercito tedesco